# Sport in Liguria

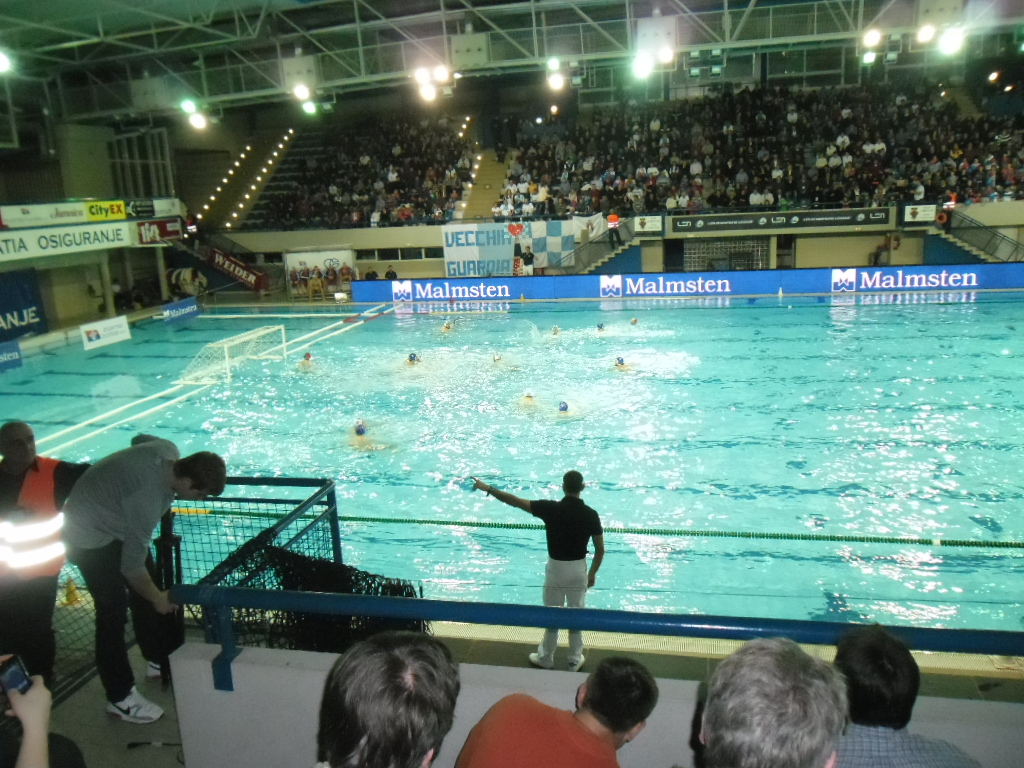
La Pro Recco di pallanuoto in vasca a Ragusa, in Croazia nel 2014

Lo sport nella sua accezione moderna si è diffuso in Liguria sin dalla seconda metà del XIX secolo con la fondazione di diverse società di ginnastica come la Cristoforo Colombo, una delle più antiche a livello nazionale. Numerosi atleti liguri vennero schierati dall'Italia in occasione delle medaglie d'oro vinte nel concorso a squadre di ginnastica artistica in quattro edizioni dei Giochi olimpici tra il 1912 e il 1932.
Le società di ginnastica promuovevano la pratica di diverse discipline incluso il calcio e le squadre regionali ne beneficiarono dominando la scena durante i primi decenni della storia di questo sport in Italia: il Genoa vinse nove volte il Campionato italiano di calcio tra il 1898 e il 1924, mentre il Vado vinse la prima edizione in assoluto della Coppa Italia nel 1922. Solo un'altra squadra ligure, la Sampdoria, ha vinto uno scudetto: è anche l'unica compagine regionale a vantare un successo in ambito europeo: la Coppa delle Coppe 1989-1990.
Un ulteriore sport di squadra in cui le squadre liguri vantano numerosi successi è la pallanuoto: al termine della stagione 2020-2021 hanno ottenuto 56 titoli nazionali su 102 edizioni disputate. La società più vittoriosa in assoluto è la Pro Recco, con 33 scudetti e 9 affermazioni in Champions League. I pallanuotisti liguri sono inoltre sempre stati presenti tra i convocati nella Nazionale in occasione delle medaglie d'oro conquistate ai Giochi olimpici (1948, 1960 e 1992) ed ai Campionati mondiali (1978, 1994, 2011 e 2019).
La Liguria è sede di importanti manifestazioni sportive, quali la classica del ciclismo Milano-Sanremo nata nel 1907 e inserita nel circuito UCI World Tour e il torneo di tennis Genoa Open Challenger facente parte della serie internazionale ATP Challenger Tour.
Tra gli impianti sportivi regionali spicca lo Stadio Luigi Ferraris che ha ospitato partite di ben due diverse edizioni dei campionati mondiali di calcio.

## Principali impianti sportivi
Sul territorio regionale si trovano numerosi impianti sportivi, il più capiente tra questi è lo Stadio Luigi Ferraris.

### Impianti all'aperto
Segue un elenco dei principali impianti all'aperto, in ordine di capienza decrescente.
| Sede                    | Impianto                           | Foto | Capienza | Discipline       | Beneficiari                  |
| ----------------------- | ---------------------------------- | ---- | -------- | ---------------- | ---------------------------- |
| Genova                  | Stadio Luigi Ferraris              |      | 36.598   | Calcio           | Genoa Sampdoria              |
| La Spezia               | Stadio Alberto Picco               |      | 11.512   | Calcio           | Spezia                       |
| Genova                  | Stadio Giacomo Carlini             |      | 5.700    | Baseball Rugby   | Genova Rookies CUS Genova    |
| Chiavari                | Stadio comunale                    |      | 5.500    | Calcio           | Entella                      |
| Genova                  | Centro Sportivo Gianluca Signorini |      | 5.000    | Calcio           | Genoa (allenamento)          |
| Genova                  | Stadio La Sciorba                  |      | 4.800    | Calcio           | Genoa (giovanili)            |
| Sanremo                 | Stadio comunale                    |      | 4.000    | Calcio           | Sanremese                    |
| Savona                  | Stadio Valerio Bacigalupo          |      | 4.000    | Calcio           | Savona                       |
| Albenga                 | Stadio Annibale Riva               |      | 3.800    | Calcio           | Albenga                      |
| Imperia                 | Sferisterio Edmondo De Amicis      |      | 3.500    | Pallapugno       | San Leonardo                 |
| Imperia                 | Stadio Nino Ciccione               |      | 3.300    | Calcio           | Imperia                      |
| Vado                    | Stadio Ferruccio Chittolina        |      | 2.000    | Calcio           | Vado                         |
| Sestri Levante          | Stadio Giuseppe Sivori             |      | 1.500    | Calcio           | Sestri Levante               |
| Santa Margherita Ligure | Stadio Eugenio Broccardi           |      | 1.000    | Calcio           | Sammargheritese              |
| Savona                  | Sferisterio Gian Carlo Ruffino     |      | 600      | Pallapugno       | La Fortezza Spes Savona      |
| Bogliasco               | Centro sportivo Gloriano Mugnaini  |      |          | Calcio           | Sampdoria (Allenamento)      |
| Rapallo                 | Circolo Golf e Tennis              |      |          | Golf             |                              |
| Genova                  | Villa Gentile                      |      |          | Atletica leggera | CUS Genova SS Trionfo Ligure |

### Impianti al chiuso
Segue un elenco dei principali impianti al chiuso, in ordine di capienza decrescente.
| Sede     | Impianto                         | Foto | Capienza | Discipline              | Beneficiari                     |
| -------- | -------------------------------- | ---- | -------- | ----------------------- | ------------------------------- |
| Genova   | Palasport di Genova              |      | 10.000   |                         |                                 |
| Genova   | Stadium                          |      | 5.500    |                         |                                 |
| Genova   | Piscine di Albaro                |      | 2.500    | Nuoto Pallanuoto        | Nuotatori Genovesi Quinto       |
| Alassio  | Palasport Lorenzo Ravizza        |      | 2.000    |                         |                                 |
| Savona   | Piscina Carlo Zanelli            |      | 1.300    | Pallanuoto              | Savona                          |
| Varazze  | PalaVarazze                      |      | 1.068    | Calcio a 5              | Futsal Genova                   |
| Imperia  | Piscina comunale Felice Cascione |      | 1.000    | Pallanuoto              | Imperia                         |
| Genova   | PalaDonBosco                     |      | 550      | Pallacanestro           | My Basket NBA New Basket A-Zena |
| Cogoleto | PalaDamonte                      |      | 400      | Pallavolo Pallacanestro | Cogoleto Volley Cogoleto Basket |
| Sarzana  | Pista Vecchio Mercato            |      | 400      | Hockey su pista         | Sarzana                         |
| Chiavari | Piscina Mario Ravera             |      | 300      | Pallanuoto              | Chiavari                        |
| Genova   | PalaFigoi                        |      |          |                         |                                 |

### Impianti in disuso
Tra gli impianti in disuso, si citano i principali:
- Campo sportivo della Cajenna
- Campo sportivo di Corso Dante
- Campo sportivo di Ponte Carrega
- Campo sportivo di San Gottardo
- Piazza d'Armi del Campasso
- Piscina del Lido
- Stadio del Littorio
- Stadio di Villa Scassi
- Stadium (Genova)

## Principali manifestazioni sportive

### Manifestazioni internazionali

Miki Biasion e Tiziano Siviero festeggiano la vittoria nel Rally di Sanremo 1989

La Liguria vanta una lunga tradizione nell'organizzazione di eventi sportivi internazionali: la città di Sanremo ospitò già negli anni 1930 un importante Torneo scacchistico internazionale, un'edizione del Campionato internazionale di scherma ed un Gran Premio automobilistico. Dal 1907, inoltre, è sede di arrivo di una delle celebri classiche del calendario ciclistico internazionale: la Milano-Sanremo.
Tra gli appuntamenti ciclistici in territorio regionale vi sono anche il Giro dell'Appennino e il Trofeo Laigueglia, entrambi appartenenti al circuito UCI Europe Tour, mentre non è più organizzata la Nizza-Alassio, altra corsa in linea che vide la partecipazione di campioni internazionali negli anni 1980. Tra le corse a tappe, non è raro che il Giro d'Italia attraversi la Liguria (Genova è stata sede di arrivo di tappa per trentadue volte, Sanremo in tredici occasioni) come talvolta anche il percorso della Tirreno-Adriatico.
Le partite di due diverse edizioni (1934 e 1990) di uno degli eventi sportivi mondiali di maggior richiamo, il Campionato mondiale di calcio, si sono disputate nel capoluogo. Nel territorio regionale si tengono annualmente anche alcune partite del Torneo di Viareggio, competizione giovanile tra le più prestigiose al mondo. 
Genova ha ospitato i Campionati europei di karate nel 1988 e quelli di atletica leggera indoor nel 1992, oltre alle Final Eight di Champions League di pallanuoto nel 2003 e nel 2018. La città è stata anche sede delle Finali di World League di pallavolo nel 1992 e di pallanuoto nel 2008, ed è stata selezionata per la tappa finale della Ocean Race 2023 di vela.
Dal 2003 ricorre ogni anno il torneo di tennis Genoa Open Challenger, facente parte dell'ATP Challenger Tour. Il capoluogo è stato inoltre sede di partite valevoli per la Coppa Davis (2009 e 2018) e per la Fed Cup (2015 e 2018), mentre a Sanremo è stato organizzato il torneo Sanremo Tennis Cup tra il 2002 e il 2010.

### Manifestazioni nazionali
Relativamente agli eventi di importanza nazionale, diverse località liguri hanno ospitato edizioni dei Campionati italiani di nuoto e dei Campionati italiani di triathlon, mentre parte del territorio regionale è stata sede dei Campionati italiani di ciclismo su strada nel 2007. Genova è stata inoltre sede dei Campionati italiani assoluti di atletica leggera nel 1931 e nel 1948.
Nel 1936 è stata disputata a Genova una delle finali della Coppa Italia di calcio tenutesi in campo neutro. In varie località del territorio regionale si sono tenute le partite della fase finale del Campionato Primavera 2014-2015, con finale a Chiavari, che ospitò anche la Supercoppa italiana 2020 di calcio femminile, mentre alla Spezia si tenne l'edizione 2018. Sempre alla Spezia è organizzato anche un evento annuale di canottaggio: il Palio del golfo.
A Santa Margherita Ligure si è tenuta nel 1981 la prima edizione del Superbowl italiano di Football americano; l'edizione del 1983 si tenne a Genova. Nel capoluogo regionale si sono inoltre disputate due edizioni della Supercoppa italiana di pallacanestro, nel 2001 e nel 2002.
Tra gli eventi motoristici ospitati in Liguria spicca il Rally di Sanremo, che tra il 1973 e il 2003 fece parte del Campionato del mondo rally. Altro appuntamento rallistico è il Rally della Lanterna, mentre in passato si tennero eventi automobilistici e motociclistici sul Circuito della Superba, tra il 1937 e il 1961.

## Principali società sportive

### Atletica leggera
- CUS Genova
- Trionfo Ligure

### Bocce
- Associazione Bocciofila Chiavarese Caudera

### Calcio
Segue un elenco delle principali squadre di calcio liguri ordinate secondo il criterio della tradizione sportiva adottato dalla Federazione Italiana Giuoco Calcio, basato sulla partecipazione ai campionati e sui trofei vinti.
| Pos | Squadra                     | Campionati | Campionati | Campionati | Campionati | Campionati | Punti trofei | Totale | Stagione 2024-2025 |
| Pos | Squadra                     | A          | B          | C/C1       | C2         | Punti      | Punti trofei | Totale | Stagione 2024-2025 |
| --- | --------------------------- | ---------- | ---------- | ---------- | ---------- | ---------- | ------------ | ------ | ------------------ |
| 1   | Sampdoria                   | 74         | 18         | -          | -          | 866        | 16           | 882    | Serie B            |
| 2   | Genoa                       | 57         | 34         | 2          | -          | 816        | 38           | 854    | Serie A            |
| 3   | Spezia                      | 3          | 29         | 40         | 10         | 413        | -            | 413    | Serie B            |
| 4   | Savona                      | -          | 5          | 27         | 13         | 169        | -            | 169    | Prima Categoria    |
| 5   | Virtus Entella              | -          | 6          | 26         | 5          | 156        | -            | 156    | Serie C            |
| 6   | Sanremese                   | -          | 3          | 29         | 8          | 153        | -            | 153    | Serie D            |
| 7   | Rapallo                     | -          | -          | 15         | -          | 60         | -            | 60     | Prima Categoria    |
| 8   | Sestrese                    | -          | 1          | 12         | -          | 55         | -            | 55     | Promozione         |
| 9   | Imperia                     | -          | -          | 8          | 7          | 46         | -            | 46     | Serie D            |
| 10  | Pontedecimo                 | -          | -          | 8          | -          | 32         | -            | 32     | -                  |
| 10  | Rivarolese                  | -          | -          | 8          | -          | 32         | -            | 32     | Seconda Categoria  |
| 12  | Vado                        | -          | -          | 6          | -          | 24         | 2            | 26     | Serie D            |
| 13  | Albenga                     | -          | -          | 5          | -          | 20         | -            | 20     | Serie D            |
| 13  | Andrea Doria                | -          | -          | 5          | -          | 20         | -            | 20     | -                  |
| 13  | Sestri Levante              | -          | -          | 5          | -          | 20         | -            | 20     | Serie C            |
| 16  | Varazze                     | -          | -          | 4          | -          | 16         | -            | 16     | -                  |
| 16  | Sarzanese                   | -          | -          | 2          | 4          | 16         | -            | 16     | -                  |
| 18  | Corniglianese               | -          | -          | 3          | -          | 12         | -            | 12     | Seconda Categoria  |
| 19  | Cairese                     | -          | -          | 2          | 1          | 10         | -            | 10     | Serie D            |
| 20  | Alassio                     | -          | -          | 2          | -          | 8          | -            | 8      | Promozione         |
| 20  | Bolzanetese                 | -          | -          | 2          | -          | 8          | -            | 8      | Prima Categoria    |
| 20  | Dip.ti Municipali La Spezia | -          | -          | 2          | -          | 8          | -            | 8      | -                  |
| 20  | Lavagnese                   | -          | -          | 2          | -          | 8          | -            | 8      | Serie D            |
| 20  | Speranza                    | -          | -          | 2          | -          | 8          | -            | 8      | Prima Categoria    |
| 20  | Ventimiglia                 | -          | -          | 2          | -          | 8          | -            | 8      | Promozione         |
| 26  | Albissola                   | -          | -          | 1          | -          | 4          | -            | 4      | Promozione         |
| 26  | Ausonia La Spezia           | -          | -          | 1          | -          | 4          | -            | 4      | -                  |
| 26  | Ilva Savona                 | -          | -          | 1          | -          | 4          | -            | 4      | -                  |
| 26  | Quarto                      | -          | -          | 1          | -          | 4          | -            | 4      | -                  |
| 26  | Sammargheritese             | -          | -          | 1          | -          | 4          | -            | 4      | Eccellenza         |

### Calcio a 5
- Genova

### Canoa polo
- Pro Scogli Chiavari

### Canottaggio
- Canottieri Sampierdarenesi
- Rowing Club Genovese

### Ciclismo
- Pontedecimo

### Cricket

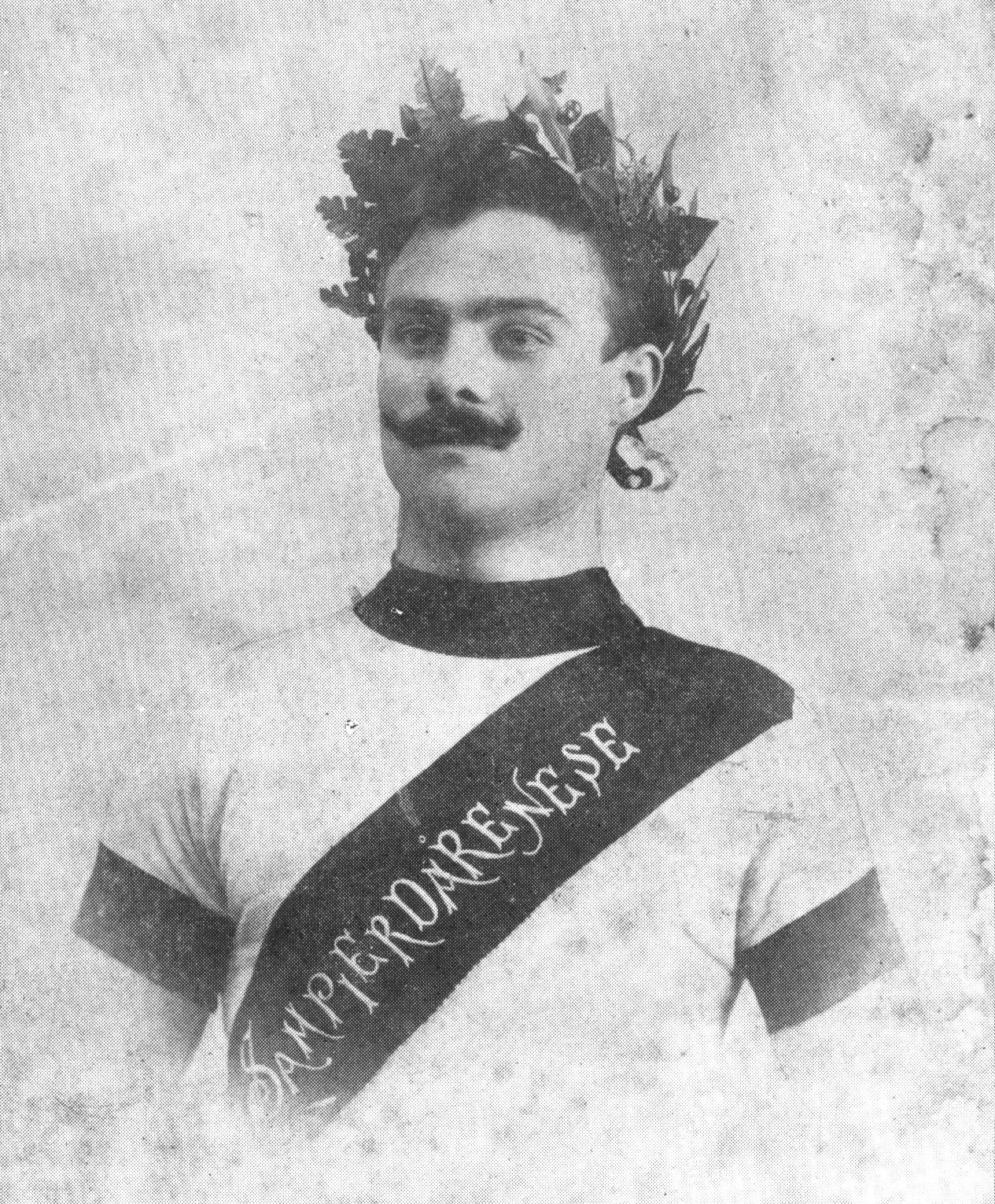
Il ginnasta Camillo Pavanello della Sampierdarenese

- Genoa Cricket 1893

### Football americano
- Pirates Savona
- Red Jackets Sarzana
- Squali Genova
- Waves Sanremo

### Ginnastica
- Andrea Doria
- Cristoforo Colombo
- Pro Chiavari
- Raffaele Rubattino
- Sampierdarenese
- Savonese
- Sestri Ponente

### Hockey su pista
- Sarzana

### Hockey su prato
- CUS Genova
- Genova
- Liguria
- Savona
- Superba

### Pallacanestro

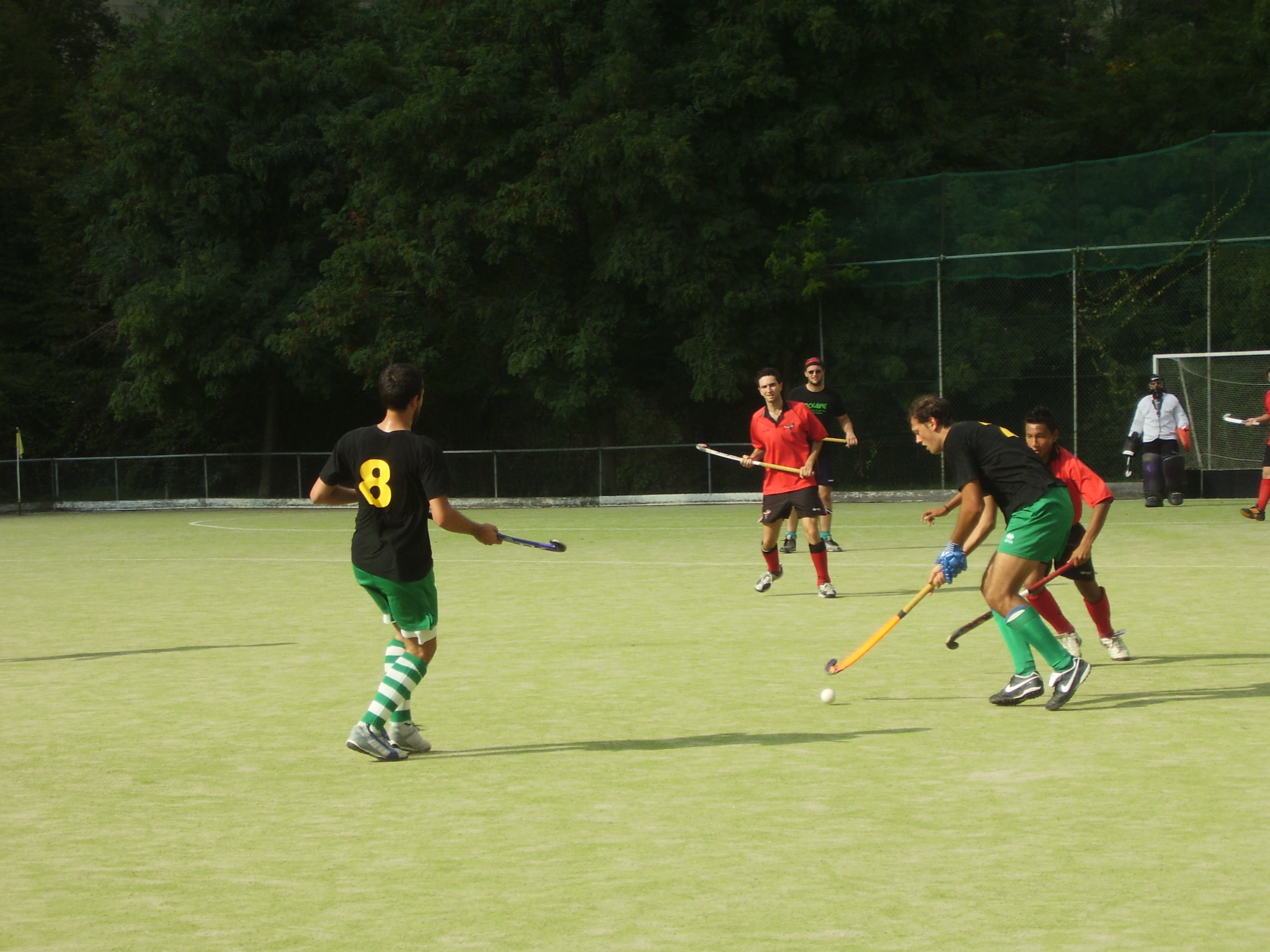
Partita amichevole di hockey su prato tra Savona e Superba, 2007

Pallacanestro Maschile
- Athletic Genova
- Riviera Vado

Pallacanestro Femminile
- Spezzina
- NBA New Basket A-Zena

Società non in attività:
- Virtus Spezia

### Pallanuoto

#### Pallanuoto maschile
Segue un elenco delle principali società pallanuotistiche liguri, in ordine decrescente di partecipazioni al massimo campionato italiano aggiornato alla stagione 2021-2022.
- 71 Pro Recco
- 63 Camogli
- 42 Nervi, Albaro Nervi
- 41 Savona
- 32 Bogliasco
- 29 Mameli
- 18 Sori
- 17 Andrea Doria
- 10 Libertas Sestri Ponente
- 9 Chiavari
- 7 Pegli
- 7 Sturla
- 6 Genoa
- 6 Quinto
- 4 Lerici
- 3 Arenzano
- 2 Imperia
- 1 CUS Imperia
- 1 Ligure

#### Pallanuoto femminile
Segue un elenco delle società pallanuotistiche liguri vincitrici del massimo campionato italiano.
- Imperia
- Pro Recco
- Rapallo

### Pallavolo

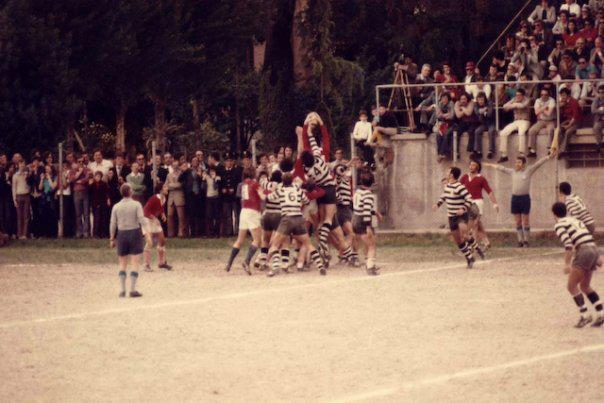
Rugby: il CUS Genova sfida il Petrarca Padova nella Serie A 1972-73

Società non in attività:
- Igo Genova
- Genova
- Multedo

### Pugilato
- Sport Club Virtus

### Rugby
- CUS Genova
- Pro Recco

### Scherma
- Chiavari

### Tennis
- Park Tennis Club

### Vela
- Yacht Club Italiano

## Principali successi di sportivi
Numerosi sportivi liguri si sono distinti sulla scena internazionale, principalmente nell'ambito degli sport di squadra come la pallanuoto o nei concorsi a squadre degli sport individuali, come la ginnastica artistica.
Vengono citati nel seguito gli sportivi regionali che hanno ottenuto i più importanti riconoscimenti a livello internazionale. 

### Campioni del mondo

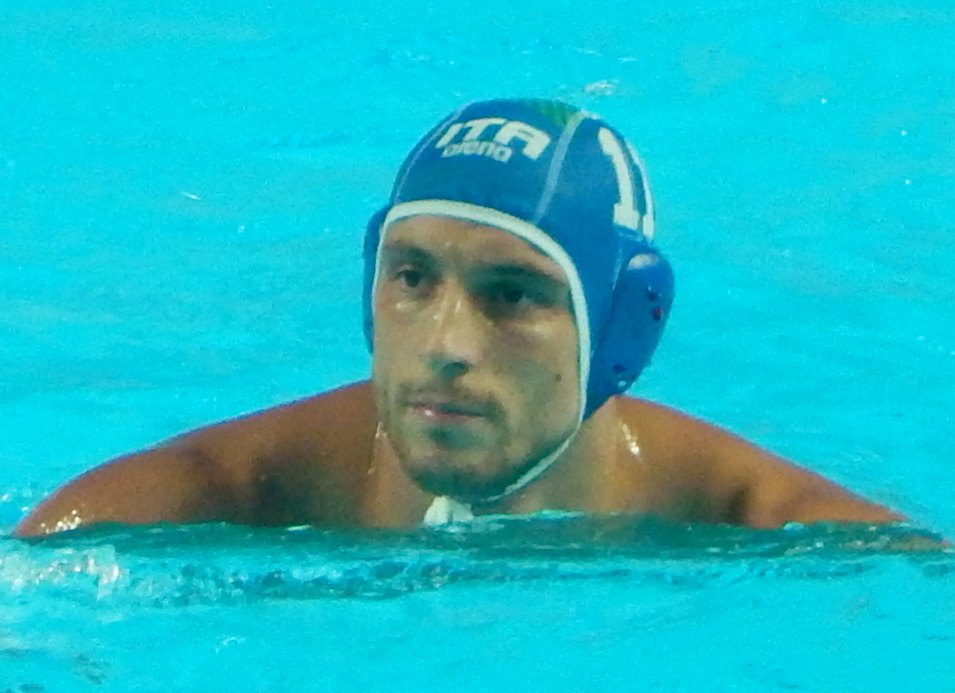
Il due volte campione del mondo di pallanuoto Matteo Aicardi

Segue un elenco degli atleti liguri che si sono laureati campioni del mondo, suddivisi per disciplina.

#### Calcio
Luigi Bertolini fece parte della Nazionale che vinse il Campionato mondiale di calcio 1934.

#### Motociclismo
Marco Lucchinelli ha vinto il campionato del mondo del 1981 nella classe 500 su Suzuki.

#### Pallanuoto
La Nazionale ha vinto il titolo iridato in quattro occasioni, sempre in presenza di giocatori liguri.
Ai mondiali di Berlino Ovest 1978 i rappresentanti regionali furono Silvio Baracchini, Alessandro Ghibellini e Paolo Ragosa.
Nella Nazionale che vinse i mondiali di Roma 1994 erano presenti Gianni Averaimo, Alessandro Bovo e Ferdinando Gandolfi. Tutti e tre erano reduci dalla conquista della medaglia d'oro ai giochi olimpici di Barcellona 1992.
Arnaldo Deserti, Giacomo Pastorino e Maurizio Felugo fecero parte della Nazionale che vinse l'oro ai mondiali di Shanghai 2011, quest'ultimo contribuì alla vittoria segnando il goal decisivo in finale. Con loro anche Matteo Aicardi, Niccolò Figari e Pietro Figlioli che ottennero un nuovo successo ai mondiali di Gwangju 2019. A questa seconda affermazione presero parte anche Edoardo Di Somma, Gonzalo Echenique e Stefano Luongo.
Anche nella Nazionale femminile lauretasi campione ai mondiali di Perth 1998 era presente una rappresentante ligure: Eleonora Gay.

#### Pallavolo
Nella Nazionale lauretasi campione ai mondiali di Grecia 1994 era presente Giacomo Giretto.

### Medaglia d'oro alle Olimpiadi

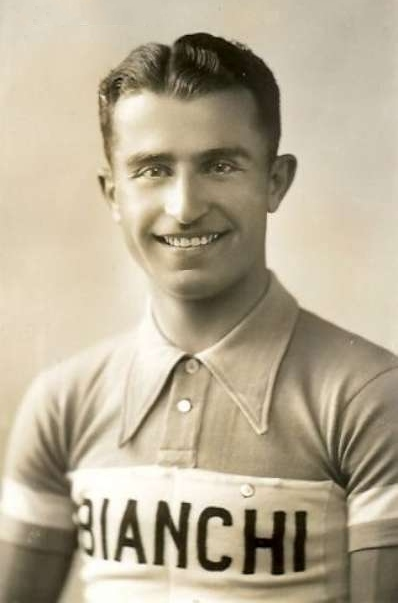
Giuseppe Olmo: medaglia d'oro ai Giochi Olimpici nel ciclismo

Segue un elenco degli atleti liguri che hanno conquistato una medaglia d'oro olimpica, suddivisi per disciplina.

#### Canottaggio
Piero Poli vinse la medaglia d'oro nel quattro di coppia ai giochi di Seul 1988.

#### Ciclismo
Giuseppe Olmo vinse la medaglia d'oro nella corsa a squadre ai giochi di Los Angeles 1932. Successivamente fondò a Celle Ligure l'omonima azienda produttrice di biciclette da corsa.

#### Equitazione
Giuseppe Ravano vinse la medaglia d'oro nel concorso completo a squadre ai giochi di Tokyo 1964.

#### Ginnastica artistica
L'Italia vinse quattro medaglie d'oro nei concorsi a squadre ai giochi di Stoccolma 1912, Anversa 1920, Parigi 1924 e Los Angeles 1932.
Le squadre vincenti erano composte da diversi atleti liguri, in particolare Luigi Cambiaso, Carlo Fregosi e Mario Lertora presero parte a due di queste edizioni, Fernando Bonatti, Oreste Capuzzo, Carlo Costigliolo, Luigi Costigliolo, Roberto Ferrari, Romualdo Ghiglione, Ezio Roselli e Giovanni Tubino ad una.

#### Pallanuoto
La Nazionale ha vinto per tre volte la medaglia d'oro ai giochi olimpici: in tutte e tre le edizioni furono presenti atleti liguri.
Nella Nazionale vincente ai giochi di Londra 1948 erano presenti Mario Majoni e Geminio Ognio.
Franco Lavoratori e Eraldo Pizzo fecero invece parte della Nazionale che vinse l'oro ai giochi di Roma 1960; il secondo segnò 7 goal durante il torneo.
Nella Nazionale che vinse ai giochi di Barcellona 1992 erano presenti Gianni Averaimo, Alessandro Bovo e Ferdinando Gandolfi, che segnò il goal decisivo in finale. Tutti e tre vinsero anche i mondiali di Roma 1994.

#### Pugilato
Aureliano Bolognesi vinse la medaglia d'oro nei pesi leggeri ai giochi di Helsinki 1952.

#### Sollevamento pesi
Filippo Bottino vinse la medaglia d'oro nei pesi massimi ai giochi di Anversa 1920, Pierino Gabetti ottenne lo stesso risultato nei pesi piuma ai giochi di Parigi 1924.

#### Vela

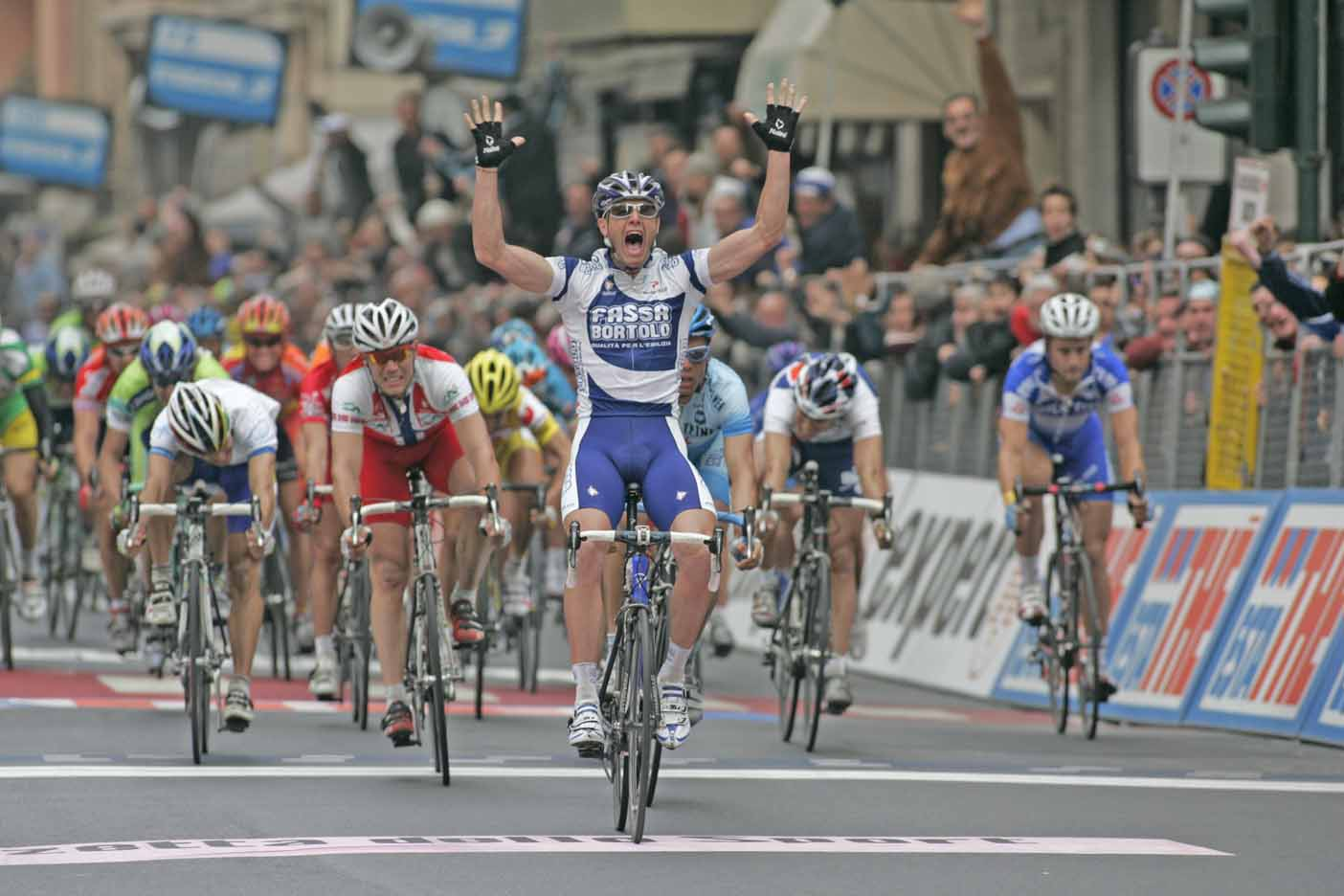
Alessandro Petacchi vince la Milano-Sanremo nel 2005

Bruno Bianchi, Domenico Mordini, Giovanni Reggio e i fratelli Enrico e Luigi Poggi fecero parte dell'equipaggio che vinse la medaglia d'oro nella classe 8 metri ai giochi di Berlino 1936.

### Altri riconoscimenti
Segue un elenco degli atleti liguri che hanno conquistato altri trofei o riconoscimenti di assoluta rilevanza mondiale, suddivisi per disciplina.

#### Ciclismo
Alessandro Petacchi ha vinto in carriera la classifica a punti di tutti e tre i grandi Giri ed un totale di quarantotto tappe nelle tre manifestazioni.

#### Tennis
Fabio Fognini ha vinto il torneo di doppio maschile agli Australian Open nel 2015.